# Михаил Саакашвили
Михаил Саакашвили (на грузински: მიხეილ სააკაშვილი) е грузински политик, бивш президент на Грузия (третият подред за два мандата), лидер на партията Единно национално движение и водач на „революцията на розите“ заедно с Нино Бурджанадзе и Зураб Жвания.
Навлиза в политиката през 1995 г. и става президент на 25 януари 2004 г., след като президентът Едуард Шеварднадзе подава оставка на 23 ноември 2003 г. Преизбран е на президентските избори в Грузия на 5 януари 2008 г. Смятан е за лидер, водещ пронатовска и проамериканска политика, осъществил серия от политически и икономически реформи. През 2010 г. достига рейтинг 67%, въпреки че е критикуван и обвинен от опозицията в изборни измами.

## Ранен живот и кариера
Михаил Саакашвили е роден на 21 декември 1967 г. в Тбилиси, столица на Грузия. Баща му Николоз Саакашвили, медик по образование, практикува в Тбилиси и управлява местен балнеоложки център. Майка му Гуили Аласания, е професор историк, специалист по история на културата на Средновековна Грузия и тюрколог, преподавател в Тбилиския държавен университет.
През 1984 г. Саакашвили завършва в Тбилиси средно образование със златен медал, а през 1992 г. – международни отношения (департамент за международно право) в Киевския национален университет „Тарас Шевченко“. По време на следването му през 1988 г. е изключен от Комсомола и е изгонен от университета за разпространение на дисидентска литература. Така през 1989 – 1990 г. служи в съветските погранични патрули на КГБ, за да може да възстанови студентските си права.
Като стипендиант на Държавния департамент на САЩ учи в Правния факултет на Колумбийския университет в Ню Йорк и през 1994 г. след завършване на обучението си получава магистърска степен по право. През 1995 г. учи в Страсбургския университет (в Института по правата на човека), в Академията по европейско право във Флоренция и в Хагската академия по международно право.
За кратко работи в Осло в Норвежкия институт по правата на човека и в нюйоркската адвокатската юридическа кантора „Патерсън, Блекнап, Уеб и Тайлър“, която се занимава с правната защита на нефтени и газови проекти в ОНД.

## Начало на политическата кариера
През 1995 г. Зураб Жвания, стар познат на Саакашвили, го кани да се върне в Грузия и му помага да навлезе в политиката. На изборите през декември 1995 г. те печелят места в парламента, подкрепяни от партията „Граждански съюз на Грузия“, чийто лидер по това време е Шеварднадзе.
През 1996 г. Саакашвили заема поста председател на парламентарната комисия, отговаряща по конституционните и юридическите въпроси. Според някои той е втората най-популярна личност в Грузия след Шеварднадзе. Обявен е за „мъж на годината“ от група от журналисти и защитници на човешките права през 1997 г.
През 1998 г. оглавява парламентарна фракция на Гражданския съюз на Грузия, наричан „партията на властта“. През 2000 г. е назначен за заместник-председател на Парламентарната асамблея на Съвета на Европа.
На 12 октомври 2000 г. става министър на правосъдието в правителството на Георгий Арсенишвили. Дейността му става начало на основни реформи в грузинското наказателно правосъдие и затворническа система. Но в средата на 2001 г. Саакашвили влиза в големи противоречия с министъра на икономиката Иване Чхарташвили, министъра на държавната сигурност Вахтанг Кутателадзе и началника на полицията в Тбилиси Йозеб Алавидзе, обвинявайки ги в облагодателстване от корупционни бизнес сделки.
Саакашвили подава оставка на 5 септември 2001 г., заявявайки: „Аз смятам, че е неморално за мен да остана като член в правителството на Шеварднадзе.“ Той заявява, че корупцията е проникнала до самия център на грузинското правителство и че Шеварднадзе няма воля и не може да се справи с нея. Саакашвили предупреждава, че „сегашното развитие в Грузия ще превърне страната в престъпна територия до 1 – 2 г.“

### Единно национално движение
След като напуска партията и правителството на Шеварднадзе, Саакашвили основава през октомври 2001 г. опозиционната политическа организация Единно национално движение, представляваща дясно-центристка политическа партия с оттенък на национализъм, която много бързо достига до 20 хил. членове. През юни 2002 г. той е избран за председател на Законодателното събрание на Грузия като следствие от споразумение между Единното национално движение и Грузинската лейбъристка партия. Това му дава нова силна основа, от която да критикува правителството.
Грузия провежда парламентарни избори на 3 ноември 2003 г., резултатите от които са обявени за невалидни от местни и международни наблюдатели като явно нагласени. Саакашвили твърди, че е спечелил изборите (това твърдение е подкрепено от някои независими източници) и подтиква грузинците към демонстрации срещу правителството на Шеварднадзе и към ненасилствено гражданско неподчинение срещу властта. Единното национално движение на Саакашвили и Демократите на Нино Бурджанадзе се обединяват, за да поискат оставката на Шеварднадзе и да повторят изборите.
На масовите политически демонстрации в Тбилиси през ноември 2003 г. над 100 000 хил. души с възторг слушат речите на харизматичния лидер Саакашвили. „Кмара“ – младежка организация (грузинско копие на сръбската „Отпор“) и няколко неправителствени организации, като Либералния институт, са най-активни във всички протестни демонстрации. След 2 седмици протести, на 23 ноември 2003 г. опозиционерите с рози в ръцете превземат зданието на парламента. Същия ден Шеварднадзе подава оставка като президент и е заменен временно от председателя на парламента Нино Бурджанадзе. Хората наричат промяната на правителството народен държавен преврат, а грузинските медии – „революция на розите“.
Новите президентски избори са проведени на 4 януари 2004 г. За кандидатурата на Михаил Саакашвили гласуват 96,27% от избирателите. На 24 февруари 2004 г. Единното национално движение и Движението на обединените демократи се сливат. Новото политическо движение е наречено Национално движение – Демократи. Основни политически приоритети на движението са: повишаване на пенсиите и предоставяне на социални помощи на бедните; борба с корупцията и увеличение на държавните доходи.

## Президентски избори

### През 2004 г.
Президентските избори от 4 януари 2004 г. са следствие на безкръвната „революция на розите“ и последвалата оставка на президента Едуард Шеварднадзе. Остават в политическата история на Грузия с много високото ниво на избирателна активност и гласове, подадени за кандидат-президент – Михаил Саакашвили (96%). Всички други кандидати получават по-малко от 2% от гласовете. Общо 1 763 000 избиратели вземат участие в изборите.

### През 2008 г.
На 5 януари 2008 г. президентските избори са проведени на национално ниво (с изключение на планинското село Шатили, където избирателните секции не са били отворени поради големия снеговалеж). Централната избирателна комисия информира, че Саакашвили печели с 53,4% от подадените гласове в сравнение с неговия опонент – 43-годишния Леван Гачечиладзе, с 27%.

## Първи период
Той е първият президент от новото поколение, който е симбиоза между съветската школа и западните политически техники. Управлението му продължава установени традиции и очертава нови приоритети. В контекста на наложилата се с годините инерция на управление естествено е политиката на Саакашвили и неговия екип да е ориентирана към решаването на вътрешните грузински проблеми чрез външна намеса, чиято роля успешно се изпълнява от американската администрация.
В контекста на установената политическа практика грузинският президент оформя и активно прокарва външнополитическите приоритети на държавата, ориентирани към НАТО, Европейския съюз и знакови организации като ГУАМ (Грузия, Украйна, Азербайджан и Молдова). Той говори също така за важността на по-добрите отношения с Русия. Главните проблеми, които среща, са свързани основно с трудната икономическа ситуация в Грузия и с все още неразрешения въпрос с разделението в регионите на Абхазия и Южна Осетия.
Михаил Саакашвили дава президентска клетва в Тбилиси на 25 януари 2004 г. Веднага след церемонията подписва указ за утвърждаване на ново знаме. На 26 януари, на церемония, организирана в църквата „Св. Георги“ в Тбилиси, обнародва указ, даващ разрешение за връщането на тялото на първия президент на Грузия Звиад Гамсахурдия, от Грозни (Чечения) в Тбилиси. Освобождава 32 поддръжници на Гамсахурдия, политически затворници от правителството на Шеварднадзе през 1993 – 1994 г.
Още през първия месец от президентството си Саакашвили се сблъсква с политическата криза в автономната република Аджария, управлявана от авторитарния лидер Аслан Абашидзе, който в голяма степен игнорира централното грузинско правителство и е приеман от мнозина като проруски политик. Кризата заплашва да се превърне във въоръжена битка, но управлението на Саакашвили успява да разреши този конфликт мирно, принуждавайки Абашидзе да подаде оставка на 6 май 2004 г.
Успехът в Аджария окуражава новия президент да поднови усилията си за приобщаване на отцепилата се Южна Осетия отново към юрисдикцията на Грузия. Сепаратистките власти отговарят с интензивна милитаризация в региона, което води до въоръжени сблъсъци през август 2004 г. Следва безизходица и въпреки новия план за мир, предложен от грузинското правителство през 2005 г., конфликтите остават неразрешени.
В края на юли 2006 г. правителството на Саакашвили се справя успешно с друга голяма криза, този път в Кодорското дефиле (единствения район в Абхазия, контролиран от Тбилиси), където грузинските полицейски сили потушават успешно бунта на няколкостотин лица, предвождани от бившия пълномощник на грузинския президент Емзар Квициани.
Въпреки че промените, започнати от президента Саакашвили, се считат за „смесен“ успех, все още степента на корупция в страната не намалява видимо. Според анализите на Световната банка Грузия е обявена за страна № 1 като икономически реформатор в света. Тя се нарежда на 11-о място по подобряване на бизнес средата, като повечето от съседните страни на Грузия са след 100-тното място в класацията.
Във външната си политика Саакашвили поддържа тесни взаимоотношения с ръководството на САЩ, както и със страните от НАТО, и си остава един от лидерите на организацията ГУАМ. Белият дом описва Саакашвили и проведената от него „революция на розите“ като едно от най-мощните движения в модерната история, което е вдъхновило останалите да търсят свобода.

### Опит за покушение
На 10 май 2005 г., докато президентът Джордж Буш произнася реч на Площада на свободата в Тбилиси, 27-годишният Владимир Арутюнян хвърля граната към трибуната, където стоят Саакашвили и Буш. Гранатата не избухва. Опитът за покушение срещу президентите на САЩ и Грузия е неуспешен. След залавянето му от грузинските специални служби Арутюнян се признава за виновен и е осъден на доживотен затвор.

### Кризата през 2007 г.
През 2007 г. Грузия е изправена пред най-тежката криза след „революцията на розите“. През октомври се провеждат серия от антиправителствени демонстрации: 50 – 100 ХИЛ. души се събират в центъра на Тбилиси, протестирайки срещу президента и неговите съюзници. Протестът е предизвикан от задържането на грузинския политик Иракли Окруашвили по обвинения в изнудване, пране на пари и злоупотреба с длъжността му по време на мандата му като министър на отбраната на страната и са организирани от Националния съвет и коалиция от 10 опозиционни партии, финансирани от медийния магнат Бадри Патаркацишвили.
Протестите, които в началото са мирни, излизат извън контрол на 6 ноември 2007 г. и стават насилствени на другия ден, когато полицията (по решение на президента) използва тежки тактики, включително и сълзотворен газ и водни оръдия. Правителството обвинява руските тайни служби, че са участвали в опит за държавен преврат и обявяват общонационално извънредно положение, което продължава до 16 ноември 2007 г. Обявеното извънредно положение предизвиква остри критики както в страната, така и в чужбина. Организацията на човешките права критикува грузинското правителство за използването на прекомерна сила срещу протестиращите, а Международната кризисна група предупреждава за нарастващ авторитаризъм.
На 8 ноември 2007 г. президентът Саакашвили обявява компромисно решение за провеждане на предсрочни президентски избори на 5 януари 2008 г. Той предлага да се проведе референдум успоредно с президентските избори, за да се реши кога да се проведат парламентарните изборите – през пролетта (заради натиска на опозицията) или в края на 2008 г.
На 23 ноември 2007 г. управляващата партия Единно национално движение официално го номинира за свой кандидат на предстоящите избори. Според Конституцията на Грузия той подава оставка на 25 ноември 2008 г., за да стартира със своята предизборна кампания.

## Втори период

### Промени в кабинета
Саакашвили обявява публично своите планове за модернизиране на кабинета на Грузия преди президентските избори. Скоро след като е преизбран, президентът формално преназначава министър-председателя на Грузия Ладо Гургенидзе и го моли да представи обновения кабинет на Парламента на Грузия за последно одобрение.
Гургенидзе сменя повечето министри, оставяйки Иване Мерабишвили като министър на вътрешните работи, Дейвид Кезерашвили – министър на отбраната и Ника Гилаури – министър на финансите. Гиа Нодиа е назначен за министър на образованието и науката. Заза Гамцемлидзе, бивш директор на ботаническата градина в Тбилиси, взема позицията министър на човешките ресурси, земеделието и горите. Известният археолог и най-старият министър в кабинета, Лулон Гагошидзе, е назначен на новосъздадената позиция министър по въпросите на миграцията.
Парламентарните избори, проведени по време на втория мандат на Саакашвили, са осъдени от мисията на Организацията за сигурност и сътрудничество в Европа (ОССЕ) заради съмнения, че са манипулирани, както и заради откритото насилие срещу опозиционните дейци. Президентът и неговата партия са критикувани за контрола, осъществен от държавата над медиите, и за откритата кампания на държавните служители в полза на президентската партия.
На 28 октомври 2008 г. Михаил Саакашвили предлага Григол Мгалоблишвили, грузински посланик в Турция, за премиерския пост. Според президента Грузия се изправя срещу нови предизвикателства, които се нуждаят от нов подход. Парламентът на Грузия избира Мгалоблишвили за премиер на 1 ноември 2008 г.

### Демонстрации и бунтове
Натискът срещу Саакашвили се засилва през 2009 г., когато опозицията стартира масови демонстрации срещу управлението му. На 5 май 2009 г. избухва бунт във военна база край Тбилиси. Причина за него е арестът на бивш командир от специалните части и останалите организатори, които са обвинени в предполагаем опит за държавен преврат и за разстройване на започналите на 6 май в Грузия военни учения на НАТО. Според грузинското правителство в този опит за метеж е замесена Русия. Говорителят на министерството на вътрешните работи твърди, че организаторите на метежа са планирали да убият Саакашвили.
Представители на опозицията предполагат, че опитът за преврат е инсценировка с цел отвличане на вниманието от протестите с искания за оставката на президента. „Всичко това е измишльотина, а ние вече чухме много такива. Саакашвили не може да измисли нищо по-умно“, коментира неговият бивш съюзник и сегашен опозиционен лидер Георги Хаиндрава.
Руският постоянен представител в НАТО Дмитрий Рогозин определя обвиненията срещу страната му, че е замесена в опит за държавен преврат в Грузия, като смехотворни и безоснователни, а причина за рушенето на грузинската армия и държавност е „безумната политика“ на президента Михаил Саакашвили.

## Вътрешна политика
След „революцията на розите“ новото ръководство на Грузия начело с Михаил Саакашвили успява да договори значително увеличение на чуждестранната помощ. Според източници от руската преса през годините на управлението на Саакашвили в страната се влошава ситуацията с безработицата. Нейното ниво по официални данни се повишава от 11,5% през 2003 г. на 16,5% през 2008 г. Резултатите от най-масовата анкета, проведена през юни 2009 г., показват, че 50,4% от грузинците са загубили работата си. През септември 2008 г. руският експерт Юрий Твилдиани заявява, че икономическите показатели на Грузия при управлението на Саакашвили са по-лоши, отколкото до неговото идване на власт и страната е върната много години назад.
През 2005 – 2007 г. БВП на Грузия отчита ръст, по-висок от 9% на година. През 2006 г. според Световната банка страната е световен лидер по темпове на подобряване на деловия климат, а по индекс на качеството на инвестиционния климат заема 37-о място в света. През 2008 – 2009 г. ръстът на БВП намалява драстично. Саакашвили заявява, че причина за това е неблагоприятното отражение на войната с Русия и световната икономическа криза. Според него е чудо това, че икономиката на Грузия въобще е издържала, а не се е сринала тотално. Редица експерти обаче не виждат в това чудо, а спасителната роля на 4,55 милиарда долара чуждестранна помощ, които предотвратяват колапса на грузинската икономика. На 6 октомври 2009 г. Саакашвили представя пред парламента своя „Акт за икономическа свобода“, който съдържа мерки за стабилизиране на икономиката на Грузия.

## Външна политика

### Грузинско-руски отношения
По време на управлението на Михаил Саакашвили, грузинско-руските отношения достигат най-ниската си точка. Обвиненията срещу Русия за съучастие в сепаратистките стремежи на властите на Южна Осетия и Абхазия правят разумния диалог невъзможен. От друга страна, Русия не е съгласна с предложението на грузинския президент част от руския мироопазващ контингент да бъде заменен от сили на НАТО или сили от други страни, например Украйна. Отказът на Москва е продиктуван от опасения, че това може да доведе до развитие на „косовски сценарий“, т.е. етническо прочистване и изостряне на въоръжените конфликти.
На 17 февруари 2010 г. руският президент Дмитрий Медведев обявява Саакашвили за персона нон грата в Русия.

### Грузия – НАТО
Грузия усилено работи да стане пълноправен член на НАТО. През август 2004 г. страната официално представя своя Индивидуален план за действие за партньорство пред НАТО, който на Североатлантическия съвет през октомври същата година е одобрен и страната преминава към втория етап на евроатлантическата интеграция.
До края на 2006 г. за Тбилиси става ясно, че влизането на Грузия в НАТО ще се забави. Причините за това са военните конфликти с Абхазия и Южна Осетия и засегнатите интереси на Русия. През септември 2007 г. министърът на отбраната на Франция обявява, че разширяването на НАТО трябва да бъде предприето по такъв начин, че Русия да не се чувства изолирана и застрашена. През 2009 г. ръководителят на Центъра за изследвания на източната геополитика Лауринас Касчунас казва: „Членството на Грузия в НАТО засега е един много далечен сценарий“.

### Грузия и ОНД
На 25 януари 2006 г. Михаил Саакашвили подписва указ за оттеглянето на Грузия от Съвета на министрите на отбраната на ОНД във връзка с факта, че Грузия е представила своя план за членство в НАТО и няма да участва в 2 военни сдружения едновременно.

### Грузия и ЕС
През април 2004 г., след среща в Брюксел с председателя на Европейската комисия Романо Проди, Саакашвили изразява желанието на Грузия за членство в Евросъюза. „Грузинците са европейци още от времето, когато Прометей е прикован с вериги към скалата и аргонавтите търсят в Грузия златното руно.“ – заявява той през 2006 г. Саакашвили е убеден, че това ще се случи не по-късно от 2009 г. През май 2010 г. на среща в Русия с ръководителя на делегацията на ЕС става ясно, че в близко бъдеще няма перспектива за присъединяването на Грузия към ЕС.

### Отношения със САЩ
Грузинският президент Михаил Саакашвили поддържа тесни връзки с администрацията на Джордж Буш, Посещението на Буш в Тбилиси през 2005 г. преминава триумфално: днес основната магистрала към летището в столицата носи неговото име. Най-добрите приятели на Саакашвили в Америка са сенаторът Джон Маккейн и Джордж Сорос.
Въпреки всички критики правителството на Саакашвили е подкрепяно от своя мощен покровител САЩ заради „поразителните подобрения“ в борбата с корупцията. Държавният департамент на САЩ отбелязва, че през 2005 г. правителството променя няколко закона и увеличава размера на разследванията и преследванията, както и намалява размера на насилие и малтретиране в затворите. Състоянието на религиозната свобода също се подобрява, поради повишаването на разследването и преследването на последователите на нетрадиционните религии.
Грузия получава най-голямата помощ от страна на САЩ, изчислено на глава от населението; след августовските събития от 2008 г. допълнително е отделена помощ от 1 милиард долара. САЩ оказват помощ за реформирането на военната система на Грузия и за модернизирането на въоръжените сили.
Убеждението на Саакашвили в безрезервната подкрепа на Вашингтон, дало старт на августовските битки от 2008 г., се подхранва от американските оръжейни доставки за Тбилиси. Провеждат се съвместни грузинско-американски военни учения.
Саакашвили пренебрегна американските предупреждения да не пада в капана на Путин, нападайки Южна Осетия. Конфронтирайки се с Русия, той поставя в неловко положение и най-твърдите си защитници във Вашингтон.
Президентът Обама продължава политиката на подкрепа и помощ към Грузия. На среща през януари 2011 г. двамата президенти обсъждат проблемите на сигурността в Северен Кавказ, действията на силите на международната коалиция в Афганистан, а също и икономически въпроси.

## Личен живот
Саакашвили е женен за нидерландката Сандра Рулофс, която среща през 1993 г. Двойката има 2 сина – Едуард и Николоз.
Освен родния си език – грузински, той говори английски, френски, руски, украински и испански.